# 分解似美花介
分解似美花介（学名：Paracytheridea dissecta）为似美花介科似美花介屬下的一个种。